# Raúl Benito Castillo
Raúl Benito Castillo (Esquina (Corrientes), 12 de enero de 1912 - 3 de julio de 1969) fue un médico y político argentino, que ejerció como gobernador de la provincia de Corrientes entre 1952 y 1955.

## Biografía
Egresó como maestro de la Escuela Normal de Esquina en 1930, y se recibió de médico en la Universidad Nacional de Rosario, época en la que se afilió al Partido Socialista. Ejerció como médico en su pueblo natal, donde se ganó el aprecio de sus pacientes.
En 1945 fue uno de los fundadores del Partido Peronista de la provincia de Corrientes. El gobernador Juan Filomeno Velazco lo nombró delegado del Ministerio de Salud Pública de la Nación en su provincia. Por influencia del propio Velazco, fue el candidato del peronismo en las elecciones del 11 de noviembre de 1951. Triunfó por 138 014 votos contra 57 250 de la Unión Cívica Radical, 18 886 para los conservadores y 298 para los comunistas.
Asumió su gobierno el 4 de junio de 1952. Durante su mandato se creó en la capital provincial la Facultad de Medicina de la Universidad Nacional del Litoral, que actualmente depende de la Universidad Nacional del Nordeste. Fundó oficialmente el Pueblo Libertador, en el sur de la provincia, donde existía una antigua colonia rural.
Tras el derrocamiento de Perón, entregó el poder en la provincia al jefe militar que se presentó en la casa de gobierno. Temiendo por su vida, se exilió al día siguiente al Paraguay, y luego al Uruguay.
Regresó a Corrientes en 1958, al amparo de la amnistía dictada por el presidente Arturo Frondizi, pero fue arrestado al llegar. Puesto en libertad algunas horas más tarde, se instaló definitivamente en Esquina, donde falleció a mediados de 1969.